# Horný Bar
Horný Bar (bis 1927 slowakisch „Felbár“; ungarisch Felbár) ist eine Gemeinde im Südwesten der Slowakei mit 1313 Einwohnern (Stand 31. Dezember 2024). Sie gehört zum Okres Dunajská Streda, einem Teil des Trnavský kraj.

## Geographie
Die Gemeinde befindet sich im mittleren Teil der Großen Schüttinsel, einem Teil des slowakischen Donautieflands. Das Gemeindegebiet ist entwaldet, flach und vom alten Flussbett der Donau durch den Kraftwerkskanal des Wasserkraftwerks Gabčíkovo getrennt. Das Ortszentrum liegt auf einer Höhe von 121 m n.m. und ist 15 Kilometer von Šamorín sowie 17 Kilometer von Dunajská Streda entfernt.
Verwaltungstechnisch gliedert sich die Gemeinde in Gemeindeteile Horný Bar und Šúľany (1960 eingemeindet; ungarisch Süly).
Nachbargemeinden sind Blatná na Ostrove und Holice im Norden, Jurová im Osten, Trstená na Ostrove im Südosten, Bodíky im Süden, Vojka nad Dunajom im Westen und Rohovce im Nordwesten.

## Geschichte

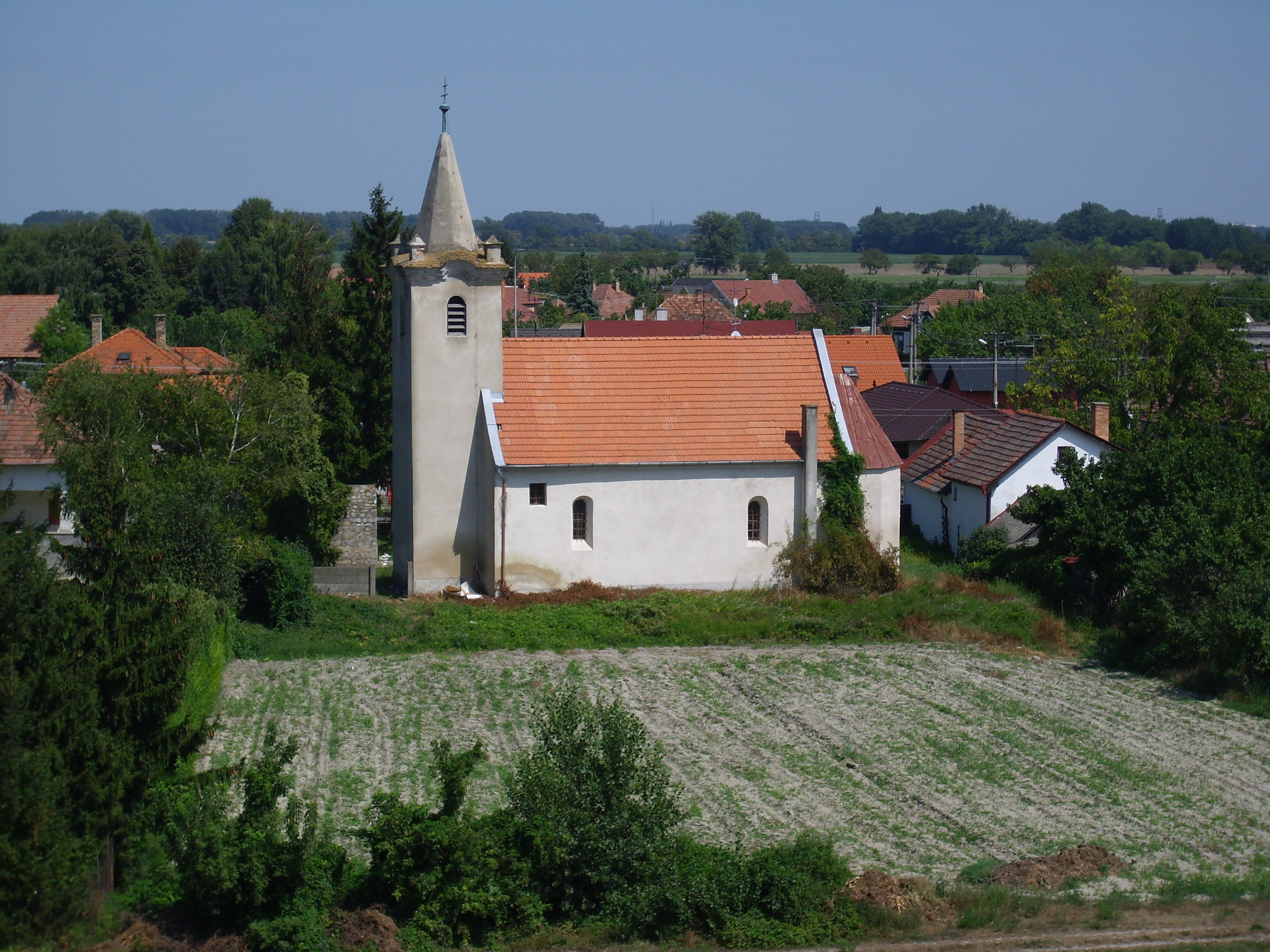
Kirche im Ortsteil Šúľany

Der Ort wurde zum ersten Mal 1245 als Baar schriftlich erwähnt und ist wohl vom ungarischen Namen Baár abgeleitet. Bis 1269 gehörte er zum Herrschaftsgut der Pressburger Burg; im selben Jahr kam er zum Besitz des Comes Bood. Lange Zeit wohnte hier das Geschlecht Amadé, das im Ort ein Landschloss besaß. Weitere bedeutende Besitzer waren Illesházy, Istvánffy und Boboky, im 19. Jahrhundert Zichy. 1828 zählte man 98 Häuser und 713 Einwohner.
Bis 1919 gehörte der im Komitat Pressburg liegende Ort zum Königreich Ungarn und kam danach zur Tschechoslowakei beziehungsweise heute Slowakei. 1938–45 lag er aufgrund des Ersten Wiener Schiedsspruchs noch einmal in Ungarn.
1960 wurden die Nachbargemeinden Šúľany und Bodíky Teil der Gemeinde Horný Bar; 1988 gliederte sich Bodíky wieder aus.

## Bevölkerung
| Jahr                | 1994 | 2004     | 2014    | 2024    |
| ------------------- | ---- | -------- | ------- | ------- |
| Anzahl der Personen | 1074 | 1208     | 1255    | 1313    |
| Unterschied         |      | +12,47 % | +3,89 % | +4,62 % |

| Jahr                | 2023 | 2024    |
| ------------------- | ---- | ------- |
| Anzahl der Personen | 1306 | 1313    |
| Unterschied         |      | +0,53 % |

Nach der Volkszählung 2011 wohnten in Horný Bar 1236 Einwohner, davon 965 Magyaren, 247 Slowaken, sechs Tschechen, jeweils zwei Bulgaren und Juden und ein Mährer. 13 Einwohner machten keine Angabe. 1049 Einwohner bekannten sich zur römisch-katholischen Kirche, 15 Einwohner zur reformierten Kirche, neun Einwohner zur evangelischen Kirche A. B., jeweils zwei Einwohner zur evangelisch-methodistischen Kirche sowie zur kongregationalistischen Kirche und jeweils ein Einwohner zur griechisch-katholischen Kirche sowie zur jüdischen Gemeinde; vier Einwohner bekannten sich zu einer anderen Konfession. 113 Einwohner waren konfessionslos und bei 40 Einwohnern wurde die Konfession nicht ermittelt.

## Bauwerke
- römisch-katholische Stephanskirche im barock-klassizistischen Stil aus dem Jahr 1778, anstelle der älteren gotischen Kirche erbaut
- römisch-katholische Annakirche im Ortsteil Šúľany im gotischen Stil aus dem 14. Jahrhundert, im 18. Jahrhundert teilweise barock gestaltet

## Persönlichkeiten
- Csilla Soós (* 1983), ungarisch-slowakische Glaskünstlerin